# Coccycua cinerea
Il cuculo cenerino (Coccycua cinerea (Vieillot, 1817)) è un uccello della famiglia Cuculidae.

## Distribuzione e habitat
Questo uccello vive in Argentina, Brasile, Colombia, Bolivia, Perù, Paraguay e Uruguay.

## Sistematica
Coccycua cinerea talvolta viene inserita nel genere Coccyzus. Non ha sottospecie, è monotipica.